# Tatra RT6N1
Tatra RT6N1 je trodijelni, jednosmjerni i djelomično niskopodni tramvaj koji je sredinom 1990-ih godina proizvodila tvrtka ČKD Tatra, dok je pet nedovršenih vagona dovršeno u poljskoj tvrtki H. Cegielski – Poznań (HCP). Tramvaje je karakterizirala značajna stopa kvarova, u Češkoj Republici nisu imali dozvolu željezničkog ureda za redoviti putnički promet do kraja 2008. godine. Proizvedeno je ukupno 19 tramvaja RT6N1, od kojih je prototip ostao u vlasništvu proizvođača i kasnije je rashodovan, četiri tramvaja su isporučena u Prag (od 1999. svi su ugašeni i prodani u Poznanj nakon 2009.), četiri u Brno (tri tramvaja su prodana 2015. i 2018. u Poznanj, jedan iz 2018. u vlasništvu Tehničkog muzeja u Brnu) i deset u Poznanj (obično rade u moderniziranom obliku).

## Povijest
U 1980-ih godina u svijetu su se počeli pojavljivati prvi niskopodni tramvaji, razvoj prvog čehoslovačkog započeo je ČKD Tatra 1990. godine. Tramvaji tvrtke GEC Alsthom koja posluje u Grenobleu postali su njegov izravni uzor (i konstrukcijski i dizajnerski). Prototip češkog tramvaja RT6N1 prvi je put predstavljen javnosti na sajmu Autotec u Brnu 1993., proizvodnja verifikacijske serije održana je 1996., još 10 tramvaja proizvedeno je 1997. i 1998. za Poznanj, Poljska. U isto vrijeme kad i tip RT6N1, u razvoju je bila i dvosmjerna varijanta označena kao RT6N2, ali nije proizvedena. Oznaka RT6N2 kasnije je korištena za jednu od nadograđenih jednosmjernih varijanti.

## Konstrukcija
RT6N1 je jednosmjerno, trodijelno, djelomično niskopodno tramvajsko vozilo s dva pogonska okretna postolja. Iznad njih je pod na standardnoj visini (900 mm iznad vrha šine). Srednji dio koji čini 63% dužine vozila je niskopodni. U niskopodnom dijelu nalaze se četiri dvokrilna vrata s desne strane tramvaja, prva i zadnja vrata vode u visoki podni dio i jednokrilna su. Dizajn tramvaja izradio je arhitekt Patrik Kotas.
Okvir i stranice tramvaja izrađeni su od zavarenih čeličnih profila, prednji i stražnji kraj (identični su) od laminata. Na krovu vanjskih elemenata, na njihovoj trodimenzionalnoj čeličnoj rešetki, nalazi se električna oprema koja je odozgo prekrivena krovnim limovima. Dostupan je pomoću zglobnih laminatnih ploča sa strane. Pantograf, rastavljač i kompresor sa zračnim zdencima smješteni su na krovu srednjeg dijela. U svakog pogonskog postolja poprečno su smještena dva motora (snage 104 kW, kod prototipa 90 kW)  koji preko prednje spojke i prednjeg mjenjača pokreću po jednu osovinu. Električna oprema je tipa TV14D s tranzistorskom regulacijom tvrtke ČKD Trakce. Prototip je imao drugačiju električnu opremu TV10 (također iz ČKD Trakce) temeljeno na GTO tiristorima. Pomoćni krugovi napajaju se pomoću statičkog pretvarača i akumulatora.

## Nabave tramvaja
| Država  | Grad      | Tip   | Godine prodaje | Prodano tramvaja | Garažni brojevi po prodaji | Izmjene                                               | Izvori |
| ------- | --------- | ----- | -------------- | ---------------- | -------------------------- | ----------------------------------------------------- | ------ |
| Češka   | Brno      | RT6N1 | 1997.          | 4                | 1801–1804                  |                                                       | [ 8 ]  |
| Češka   | ČKD Tatra | RT6N1 | 1993.          | 1                | 0028                       | prototip                                              | [ 1 ]  |
| Češka   | Prag      | RT6N1 | 1997.          | 4                | 9101–9104                  |                                                       | [ 2 ]  |
| Poljska | Poznanj   | RT6N1 | 1997. – 1998.  | 10               | 401–410                    | tramvaji br. 406 – 410 dovršila je poljska tvrtka HCP | [ 1 ]  |

## Vanjske poveznice
|  | Zajednički poslužitelj ima još gradiva o temi Tatra RT6N1 |